# Eleonore Kleiber

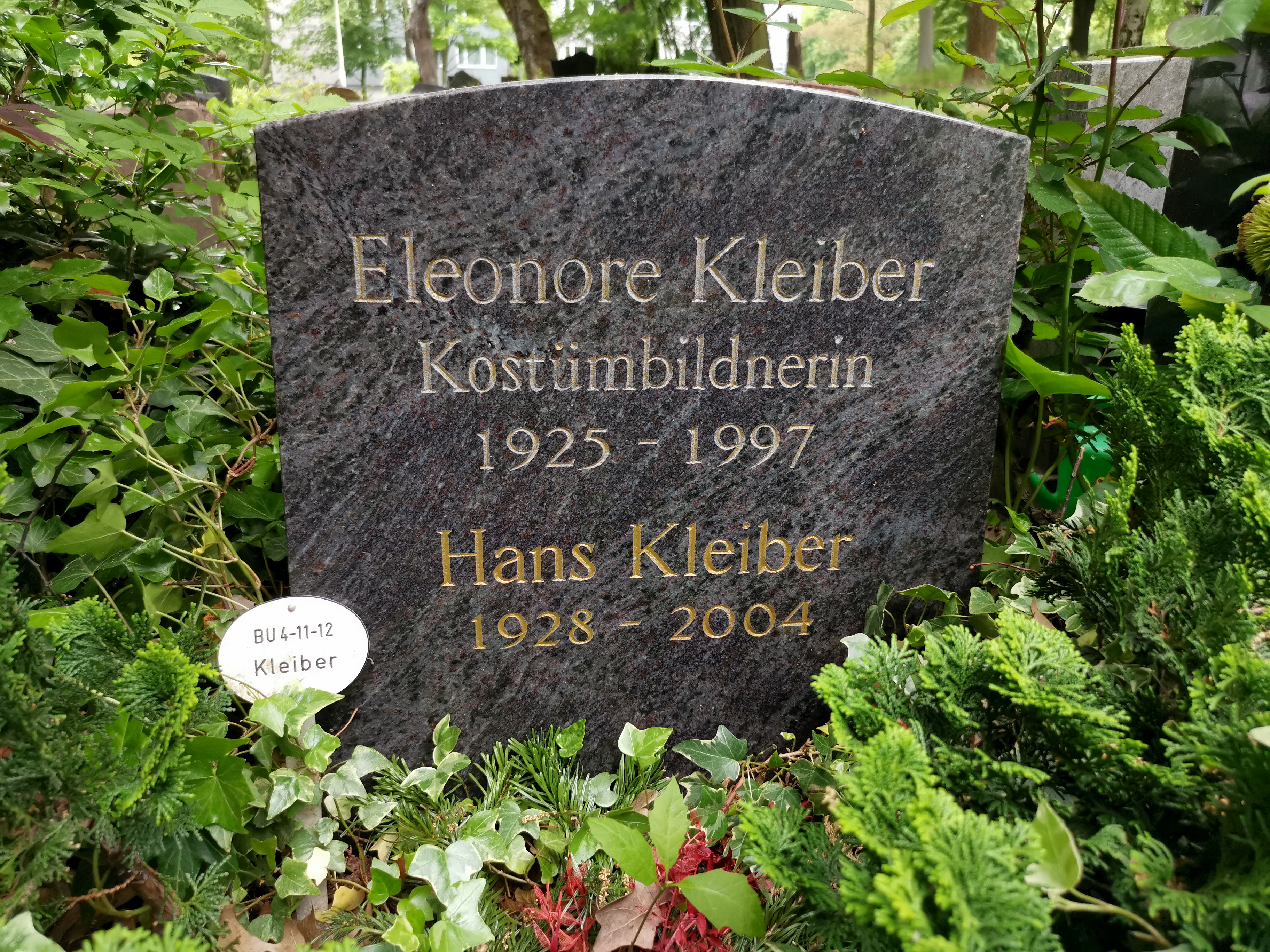
Grab auf dem Friedhof I der Georgen-Parochialgemeinde in Berlin

Eleonore Kleiber (* 17. November 1925 in Geisa; † 22. September 1997) war eine deutsche Kostümbildnerin.

## Leben und Werk
Eleonore Kleiber arbeitete von 1946 bis 1958 als Bühnenbildassistentin am Deutschen Nationaltheater Weimar und nahm daneben privaten Unterricht bei Hilde Linzen-Gebhardt und dem Bühnenbildner Arno Steger. Von 1958 bis 1968 war sie Kostümbildnerin am Städtischen Theater Leipzig, u. a. für Johannes Curth, Karl Kayser und Emmy Köhler-Richter. Dann engagierte sie Walter Felsenstein für die Komische Oper in Berlin. Sie schuf die Kostüme zu Felsensteins drei letzten Inszenierungen Carmen, Háry János und Die Hochzeit des Figaro. Seitdem galt sie am Haus als Institution. Sie arbeitete an der Komischen Oper dann insbesondere auch unter Harry Kupfer, Götz Friedrich, Joachim Herz, Tom Schilling und Jérôme Savary.
Insgesamt hat Eleonore Kleiber für 250 bis 300 Inszenierungen die Kostüme geschaffen, in einigen Fällen auch die Bühnenbilder. Unter ihrer Leitung waren an den großartigen, kostbaren, detailgenauen Ausstattungen zeitweise bis zu siebzig Leute tätig. Zu DDR-Zeiten arbeitete Eleonore Kleiber u. a. auch in London, Paris, Wien, Moskau, San Francisco und Buenos Aires. 1991 schied sie als Kostümdirektorin des Tanzensembles aus, blieb dem Haus aber weiter verbunden.
Eleonore Kleiber war bis 1990 Mitglied des Verbands Bildender Künstler der DDR und von 1977 bis 1988 in Dresden auf der VIII. bis X. Kunstausstellung der DDR vertreten. 1980 hatte sie eine Personalausstellung in der Berliner Galerie am Prater.
In ihren letzten Lebensjahren schrieb sie ein Kinderbuch und ein Opern-Libretto.
Eleonore Kleiber starb nach kurzer schwerer Krankheit, einen Tag vor der Premiere von Ibsens Gespenster im Theater des Ostens, für das sie die Kostüme entworfen hatte.
Arbeiten Eleonore Kleibers befinden sich u. a. in der Theatersammlung des Stadtmuseums Berlin.